# レジェプ・ペケル
メフメト・レジェプ・ペケル（トルコ語：Mehmet Recep Peker、1889年2月5日 ‐ 1950年4月1日）は、トルコの政治家、軍人。首相を務めた。その他に共和人民党事務局長、閣僚を歴任した。

## 経歴
1889年2月5日にイスタンブールに誕生する。陸軍士官学校を卒業した後は1907年にオスマン帝国軍事省に入省し、伊土戦争・バルカン戦争に従軍した。第一次世界大戦ではバルカン半島戦線・カフカース戦線で従軍した。1919年にオスマン帝国軍を離れ、トルコ革命に参加するためアナトリア半島に向かい、少佐として第20軍団に配属された。1920年にトルコ大国民議会事務局に入る。1923年にキュタヒヤ代表として議員となる。この間に大国民議会派の新聞で主筆を務めたりもした。
1924年に内相に就任し、1925年から1927年にはイスメト・イノニュ内閣で国防相、1929年には同内閣で国民教育相を務めた。1931年には一党独裁制の与党・共和人民党事務局長に就任する。アタテュルク大統領やイノニュ首相に次いで「第三の人物」「実力者」と呼ばれた。1936年のモントルー条約に全権代表として調印したが、恐らくはファシスト政権のイタリアやナチス・ドイツ寄りの政策を主張していたために、この年アタテュルクにより権力の座から遠ざけられた。
第二次世界大戦後の1946年8月7日にイノニュ大統領の指名によって首相に就任した。この時期はトルコが一党独裁制から多党制に移行する過渡期で、この年に野党民主党の結成が許可された。首相退任の2年後にイスタンブールで死去した。